# Daniel Greser

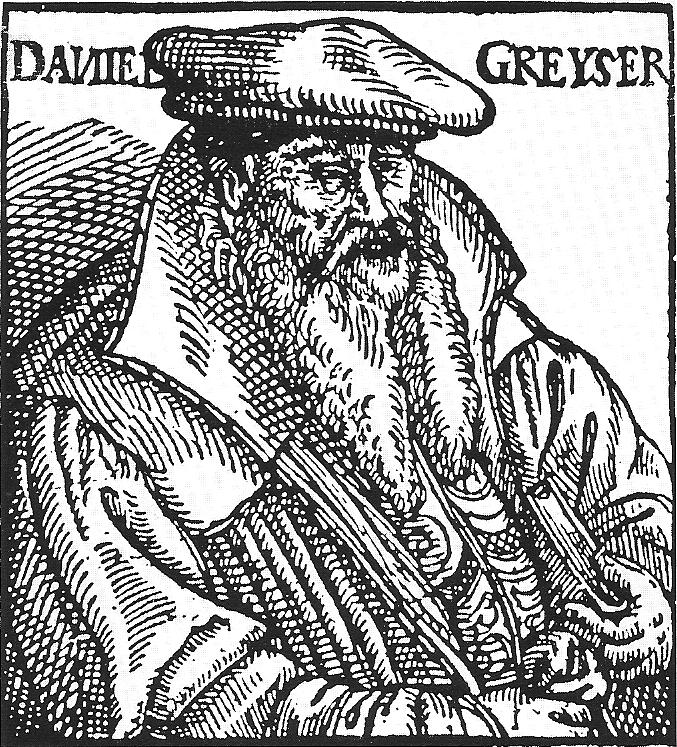
Daniel Greser

Daniel Greser, auch: Greiser, Greyser, Gresser (* 6. Dezember 1504 in Weilburg; † 29. September 1591 in Dresden), war ein lutherischer Theologe und Verfasser einer Autobiographie.

## Leben
Daniel war ein Sohn des Schusters Conrad Greser (aus Niederbiel, † 1532 in Weilburg an der Pest) und dessen Frau Aula, einer Fischerstochter aus Oberbiel. Seine Erziehung übernahm seit dem zweiten Lebensjahr sein Großonkel Johann Greser, der Dechant in Weilheim war. Daniel besuchte die Schule in Weilburg, pilgerte im Alter von etwa 14 Jahren (wohl 1517) nach Trier zum Heiligen Rock und erhielt dort die Tonsur als Ostiarius, um sich für eine geistliche Pfründe zu qualifizieren. Danach besuchte er die Partikularschule in Butzbach, war zwei Jahre in Kassel, ein Jahr in Gotha und dann an der Schule Unserer lieben Frauen in Erfurt. In Erfurt erlebte er Martin Luther, der auf seiner Durchreise zum Reichstag in Worms predigte, und den folgenden Pfaffensturm. Nach Weilburg zurückgekehrt, erhielt er kurzfristig ein Kanonikat, das ihm jedoch abgesprochen wurde, weil sein Vorgänger es zu Unrecht erworben hatte. Stattdessen verschaffte ihm sein Onkel ein Vikariat am Weilburger Stift und bald darauf wechselte Greser in gleicher Eigenschaft nach Koblenz. Da er aber zu jung war, um Priester zu werden, zog er an die Universität Mainz, wo er bis 1526 studierte. 1526 wurde er in Mainz zum Priester geweiht und versah in der Folge ein Priesteramt in Edelsberg.
Von Erhard Schnepf, der in seiner Vaterstadt Weilburg wirkte, wurde er für die Reformation gewonnen. Gemeinsam mit Schnepf zog er nach Marburg, lernte dort auch Johannes Brenz kennen. 1531 wurde er zum Pfarrer in Gießen berufen und wirkte dort, bis ihn Herzog Moritz von Sachsen 1542 als Superintendenten nach Dresden berief. Gegenüber den zahlreichen Kryptocalvinisten hielt er dort an seiner strengen lutherischen Position fest, was nicht ohne Härten abging. 1567 schrieb er eine Postille, 1570 gab er 51 Bußpredigten heraus, die einen bemerkenswerten Stil zeigen, und schließlich mit 82 Jahren eine Autobiographie.

## Familie
Greser war zweimal verheiratet. Seine erste Frau hieß Eva. Sie starb 1532 nach 25-wöchiger Ehe in Weilburg an der Pest. Seine zweite Ehefrau hieß Katharina. Er heiratete sie im Advent 1532 in Weilburg. Sie starb ihm am 8. März 1586 in Dresden. Aus dieser Ehe stammen Kinder, Enkel und (schon zu Lebzeiten) Urenkel:
- Hieronymus[1];
- Katharina, welche erst den Pfarrer in Knobelsdorf bei Waldheim Georg Großmann und in zweiter Ehe 1592 Adam Breitingk, den Sohn des Pfarrers in Etzdorf Johann Breitingk, heiratete;
- Anna, verheiratet mit Valentin Greser[2];
- Margaretha, verheiratete sich 1559 in Dresden mit Nikolaus Selnecker;
- Hesther, verheiratete sich mit dem Pfarrer in Seifersdorf David (Friderici?);
- Johann[3];
- Peter Greser[4].

## Werke (Auswahl)
- Enarratio Brevis Et Orthodoxa Evangeliorvm Dominicalivm & Festorum aliquot: authore, Daniele Gresero, Pastore & superattendente Dresdensi. Cum locupletererum & uerborum Indice. Brubach, Frankfurt am Main 1567. (Digitalisat)
- Homiliae Qvinqvaginta Et Vna De Poenitentia, In Gratiam studiosorum Sacrae Theologiae, non sine magna vtilitate, quod res testabitur ipsa. Fabricius, Frankfurt am Main 1570. (Digitalisat)
- Historia und beschreibunge des gantzen Lauffs vnd Lebens, wie nemlich ich Daniel Greiser, Pfarrer vnd Superintendens in Dreßden, meinen Curriculum vitae, vom 1504. Jare an bis ins jtzo lauffende 1587. Jar als nun mehr ein 83. ja(e)riger durch Goettliche gnad gefuehret habe. Von mir selbsten...zusammen || bracht. Bergen, Dresden 1587. (Digitalisat)
- In acta apostolorum Annotatio Grammatica, indicatis figuris orationis, & praecipuis quibusdam locis, qui in illorum lectione considerandi occurrunt. Rebart, Jena 1567. (Digitalisat)